# 粟田賢三
粟田 賢三（あわた けんぞう、1900年9月15日 - 1987年2月8日）は、日本の哲学者、編集者。

## 経歴
出生から修学期
1900年、長崎県で生まれた。8歳で東京に移り、幼少期を過ごした。東京府立第四中学校（現・東京都立戸山高等学校）、第一高等学校理科を卒業し、東京帝国大学文学部哲学科に進学。1925年に卒業した。
教員、その後編集者として
卒業後は教員となり、武蔵高等学校に勤務。1934年、日本共産党に数百円の資金提供を行ったとして治安維持法違反の疑いで夫人とともに逮捕された。1935年に出獄し、その後は岩波書店に勤務した。「K・P・A」の名で『思想』の「思想の言葉」を執筆していた。編集部副部長を務め、後に嘱託。古在由重などの哲学者と親しかった。1987年に死去。

## 著作
著書
- 『マルクス主義における自由と価値』青木書店(青木現代叢書) 1975
- 『思想と現実』青木書店(青木現代叢書) 1977

共編
- 『社会主義と自由』編、岩波新書 1954
- 『岩波小辞典哲学』古在由重共編、岩波書店 1958

訳書
- 『観念論と実在論との此方』ハルトマン著、岩波書店(哲学論叢) 1928
- 『西洋哲学史』(全3巻) カール・フォールレンデル（英語版）著、吉野源三郎・古在由重共訳、岩波書店 1950
- 『反デューリング論：オイゲン・デューリング氏の科学の変革』エンゲルス著、岩波文庫 1952-1966
- 『原子力と原子時代』C.F.ワイツゼッカー著、富山小太郎共訳、岩波新書 1958
- 『鎖につながれた巨人：人類解放の哲学』バロウズダンハム（英語版）著、岩波新書 1959
- 『近代人の疎外』フリッツ・パッペンハイム（ドイツ語版）著、岩波新書 1960
  - 再版 同時代ライブラリー
- 『現代世界の民主主義』C・B・マクファーソン著、岩波新書 1967
- 『カール・マルクス 他十八編』レーニン著、岩波文庫 1971
- 『機械と哲学』ピエール＝マクシム・シュール（フランス語版）P.-M.シュル著、岩波新書 1972

論文
- Cinii